# Vlag van Chaudfontaine
De vlag van Chaudfontaine is op onbekende datum bij raadsbesluit vastgesteld als de vlag van de Luikse gemeente Chaudfontaine. De vlag kan als volgt worden beschreven:
Twee even lange banen van blauw en van geel.
De vlag gebruikte blauw en geel als hun kleuren. De herkomst van de kleuren zijn onbekend.